# 안다정
안다정(1986년 4월 18일 ~ )은 대한민국의 배우이다.

## 학력
- 단국대학교 연극영화과

## 생애
본명은 박민지다. 안다정은 《출출한 여자》에서 맡은 배역 이름이다. 《출출한 여자》를 공동연출한 윤성호 감독이 ‘정말 잘 어울린다’고 추천했는데 마음에 들어서 안다정으로 활동하게 됐다.

## 출연작

### 영화
- 2018년 《마약왕》 - 둘째 누이동생 역
- 2019년 《우상》 - 매나 역
- 2019년 《생일》 - 현장보조선생님 1 역
- 2022년 《데시벨》 - 간호사 역
- 2023년 《매달리기》 - 차경 역

### 드라마
- 2016년 네이버TV 웹드라마 《출출한 여자 시즌2》 ... 안다정 역
- 2019년 tvN 단막극 《드라마 스테이지 2020 - 빅데이터 연애》 ... 차인애 역
- 2021년 WAVVE 오리지널 드라마 《이렇게 된 이상 청와대로 간다》 ... 우가은 역
- 2022년 KBS2 수목드라마 《당신이 소원을 말하면》 ... 이한빛 역

### 연극
- 2008년 《세자매》
- 2008년 《원전유서》
- 2012년 《정물화》 ... 치하루 역
- 2013년 《벚꽃동산》
- 2014년 《정물화》 ... 치하루 역
- 2014년 《남산에서 길을 잃다》
- 2015년 《신 모험왕》
- 2015년 《시련》 ... 소녀(수잔나 월코트) 역
- 2016년 《신 모험왕》
- 2017년 《랭귀지 아카이브》  ... 엠마 역
- 2018년 《그 개》 ... 무스탕 역